# Jan Sørensen
Jan Johnsen Sørensen (ur. 14 maja 1955 w Glostrup, zm. 19 lutego 2024) – duński piłkarz występujący na pozycji pomocnika. Trener piłkarski.

## Kariera klubowa
Sørensen karierę rozpoczynał w sezonie 1973 w trzecioligowym klubie Glostrup IC. W sezonie 1974 awansował z nim do drugiej ligi. W 1977 roku został graczem pierwszoligowego BK Frem. Jednak jeszcze w tym samym roku przeszedł do belgijskiego Club Brugge. Jego barwy reprezentował przez 6 lat. W tym czasie dwa razy zdobył z zespołem mistrzostwo Belgii (1978, 1980) i raz Superpuchar Belgii (1980). W sezonie 1977/1978 dotarł też do finału Pucharu Mistrzów.
Na początku 1983 roku Sørensen odszedł do holenderskiego FC Twente. W Eredivisie zadebiutował 27 lutego 1983 w wygranym 3:0 meczu z Helmond Sport. W sezonie 1982/1983 spadł z zespołem do Eerste Divisie, ale w kolejnym awansował z nim z powrotem do Eredivisie. W 1985 roku przeszedł do Feyenoordu. W sezonie 1985/1986 zajął z nim 3. miejsce w Eredivisie.
W 1986 roku Sørensen przeniósł się do innego pierwszoligowca, Excelsioru. W sezonie 1986/1987 spadł z nim do Eerste Divisie. Wówczas jednak odszedł do pierwszoligowego Ajaksu. Zadebiutował tam 12 sierpnia 1987 w wygranym 1:0 pojedynku z Rodą Kerkrade. W Ajaksie grał przez kilka miesięcy i w trakcie sezonu 1987/1988 przeszedł do portugalskiego Portimonense SC. Występował tam do końca sezonu 1988/1989, a potem zakończył karierę.

## Kariera reprezentacyjna
W reprezentacji Danii Sørensen zadebiutował 30 stycznia 1977 w wygranym 4:1 towarzyskim meczu z Gambią, w którym strzelił także gola. W latach 1977–1980 w drużynie narodowej rozegrał 11 spotkań i zdobył 3 bramki.